# New Providence Island

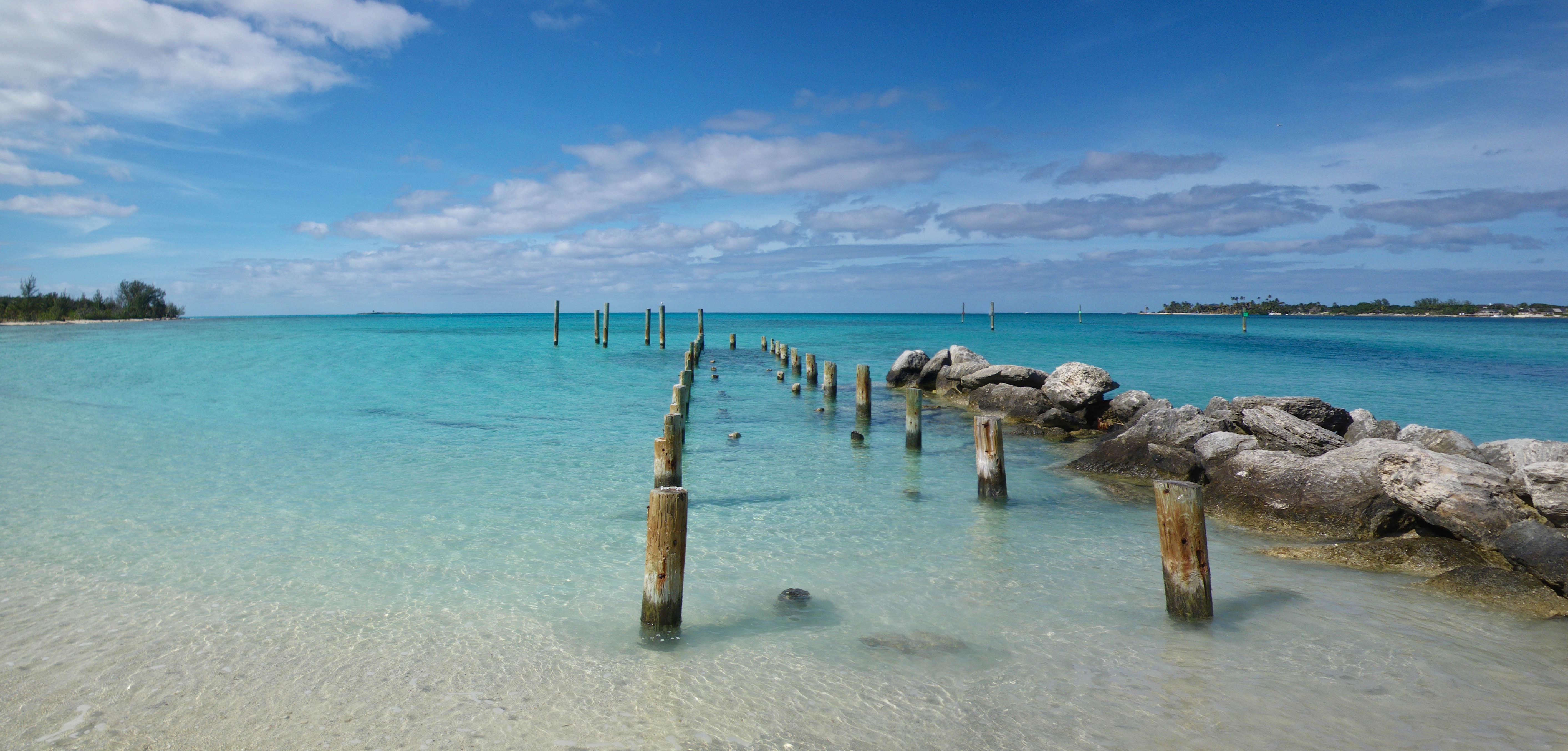
Jaws beach

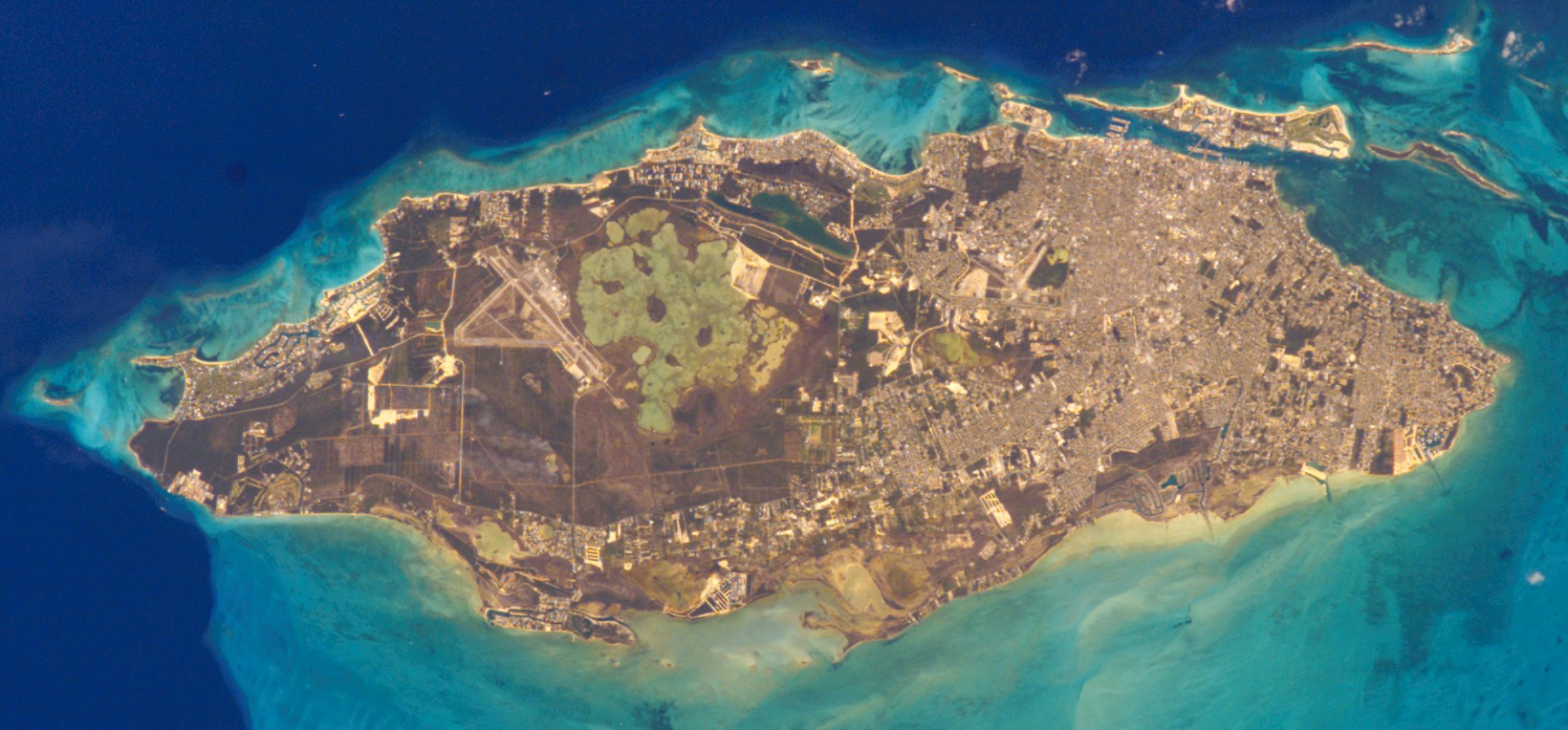
Flygbild över New Providence

New Providence Island är en ö i Bahamas.   Den ligger i distriktet New Providence District, i den centrala delen av landet. Huvudstaden Nassau är belägen på New Providence Island. Arean är 207 kvadratkilometer.
Terrängen på New Providence Island är mycket platt. Öns högsta punkt är 39 meter över havet. Den sträcker sig 12,7 kilometer i nord-sydlig riktning, och 30,2 kilometer i öst-västlig riktning.
Följande samhällen finns på New Providence Island:
- Nassau